# Anna Nicole Smith
Anna Nicole Smith, pseudonimo di Vickie Lynn Hogan (Houston, 28 novembre 1967 – Hollywood, 8 febbraio 2007), è stata una modella e attrice statunitense.
Divenne celebre nel 1993 quando fu nominata Playmate dell'anno. L'anno successivo sposò il ricco imprenditore James Howard Marshall II, all'epoca ottantanovenne. Marshall morì l'anno seguente ma lasciò fuori dal testamento la moglie che negli anni seguenti impugnò il testamento sulla base di una presunta promessa del marito arrivando sino alla Corte suprema degli Stati Uniti.
L'8 febbraio 2007 ebbe un collasso mentre si trovava nell'Hard Rock Motel and Casino a Seminole, Florida, e morì poco dopo l'arrivo in ospedale a Hollywood. Negli ultimi mesi della sua vita, la Smith fu al centro dell'attenzione a causa della morte del suo primogenito Daniel e la battaglia per stabilire la paternità e la custodia della seconda figlia Dannielyn.

## Biografia

### Giovinezza e inizi
Anna Nicole Smith nacque a Mexia, Texas, unica figlia di Virgie Tabers Arthur (1951-2018) e Donald Hogan (1947–2009). Il padre l'abbandonò quando era ancora in fasce e fu cresciuta dalla madre e dalla zia materna. A quindici anni lasciò la scuola e lavorò in un ristorante come cameriera. Lì conobbe Billy Smith, un cuoco sedicenne, con cui si sposò nel 1985. La coppia ebbe un figlio, Daniel, nato il 22 gennaio 1986. Il matrimonio naufragò poco dopo e i due divorziarono ufficialmente nel 1993.
Al fine di garantire al figlio Daniel un'infanzia economicamente serena, lavorò come commessa e successivamente come spogliarellista. La carriera della Smith ebbe una svolta nel marzo del 1992, quando posò per la prima volta per Playboy. Seppur praticamente sconosciuta nel mondo dello show business, la Smith firmò un contratto milionario in quanto la rivista era a corto di modelle dopo che Claudia Schiffer aveva deciso di rinunciare a posare per loro. Nel maggio dello stesso anno posò per la prima volta senza veli e nel 1993 venne nominata Playmate dell'anno, prendendo il posto di Corinna Harney.

### Matrimonio con James Howard Marshall
Nell'ottobre del 1991, mentre si esibiva allo strip club "Gigi's" di Houston (successivamente rinominato "Pleasures"), conobbe il già anziano James Howard Marshall II: i due intrapresero una relazione e, secondo la Smith, l'imprenditore le chiese più volte di sposarlo ma la donna si rifiutò di accettare la proposta. Anna Nicole inoltre non aveva ancora divorziato ufficialmente dall'ex marito Billy, problema che venne risolto il 3 febbraio 1993 a Houston.
Il 27 giugno 1994 venne celebrato a Houston il controverso matrimonio tra la ventiseienne Anna Nicole Smith e l'ottantanovenne James Howard Marshall II. Secondo alcune riviste di gossip la Smith non ebbe mai un particolare interesse per Marshall e non convisse mai con lui, perlomeno di sua volontà. La netta differenza d'età che separava i due sposi suscitò non solo l'ilarità di molti comici e giornalisti, ma anche la rabbia di E. Pierce Marshall, figlio di Marshall, che dal giorno delle nozze non rivolse più la parola né al padre né tanto meno alla Smith.

### La causa per l'eredità
J. Howard Marshall morì quattordici mesi dopo le nozze, il 4 agosto 1995, lasciando ad Anna Nicole Smith tutti i suoi averi. La questione dell'eredità innescò una feroce battaglia legale, trascinata in diversi tribunali statunitensi. Per via dei verdetti contrastanti emessi dai diversi tribunali interpellati, il caso è arrivato alla Corte Suprema degli Stati Uniti con il nome di Marshall contro Marshall.
Secondo i legali della Smith, la loro assistita era sinceramente innamorata dell'uomo, e in ogni caso tra i due futuri coniugi era stato firmato un contratto prematrimoniale che le assegnava la metà degli averi del marito una volta divenuta vedova. Nel settembre del 2000 un giudice fallimentare californiano, riconoscendo come parzialmente vera questa tesi, assegnò alla Smith 449.754.134 $.
Pierce ricorse in appello e nel giugno del 2001 vinse la causa: il giudice di Houston Mike Wood condannò la Smith a rinunciare all'eredità e a pagare le ingenti spese processuali affrontate da Pierce, quantificate in un milione di dollari. Un nuovo ribaltone giudiziario, avvenuto nel marzo del 2002, fece in modo che alla Smith venissero concessi 88 milioni di dollari.
Tuttavia la causa non si chiuse. Un'ennesima svolta, sentenziata questa volta dalla Corte d'appello, stabilì nel dicembre del 2004 che la Smith non dovesse essere inclusa nella lista degli eredi di Marshall. La modella fece ricorso contro questa sentenza nel settembre del 2005 e nel corso della battaglia legale ricevette l'inatteso appoggio del governo statunitense in quanto l'amministrazione Bush le permise di usufruire degli avvocati della Casa Bianca.
Anna non riuscì mai a prendere possesso del patrimonio del marito in quanto morì prima che la causa si concludesse.

### Cinema e televisione
Durante le fasi "calde" del processo, la carriera artistica della Smith subì un notevole rallentamento. Nel 1994 fece il suo esordio al cinema prendendo parte ai film Mister Hula Hoop e soprattutto Una pallottola spuntata 33⅓ - L'insulto finale, in cui il suo intervento scenico fu molto pubblicizzato e chiacchierato. In ogni caso, la sua carriera d'attrice cinematografica non decollò mai del tutto.
Nel 1996 fu la protagonista del film d'azione/erotico Skyscraper, ma da quel momento in poi le attenzioni che i mass-media le riservarono furono dovute essenzialmente alla lotta per l'eredità, al suo crescente aumento di peso e al suo stravagante modo di fare. Nel 2002 realizzò per la rete satellitare E! un reality show basato sulla sua vita privata e intitolato The Anna Nicole Show, nato sull'onda del successo di The Osbournes. L'eccessiva esposizione mediatica della Smith risultò comunque deleteria per la sua carriera: anche i suoi fans, che la consideravano una sex symbol e una femme fatale, rimasero basiti per alcuni suoi atteggiamenti irrazionali. Nel febbraio del 2004 lo show venne cancellato dal palinsesto, ma ne venne creato un sequel disponibile soltanto su DVD.
In un'intervista rilasciata al Late Night with Conan O'Brien, la Smith affermò che la sua dieta consisteva essenzialmente in pollo fritto. Nell'ottobre del 2003, dopo essere stata presa in giro nello show radiofonico di Howard Stern per il suo peso, divenne testimonial dell'azienda di dimagrimento TrimSpa, che l'aiutò a perdere 31 kg nel giro di un anno.
Nel novembre del 2004 fu la presentatrice degli American Music Award, ma alcuni suoi interventi suscitarono scandalo. Durante la sua esibizione dal vivo, mormorò commenti critici sul suo corpo e sulla TrimSpa: l'episodio fu messo alla berlina dai successivi artisti invitati agli Awards e divenne la notizia principale del giorno seguente. Secondo alcuni la Smith fece quella gaffe perché sotto l'effetto di sostanze stupefacenti, mentre i suoi portavoce affermarono che fu l'emozione di aver perso tanti chili a giocarle quel brutto scherzo. In ogni caso, dopo un altro veloce dimagrimento, all'inizio del 2005 la Smith tornò al suo peso forma.
Nel marzo del 2005, invitata agli MTV Australia Video Music Awards di Sydney, per non essere da meno rispetto alla cantante Janet Jackson - che nel febbraio dell'anno precedente, durante la pausa del Super Bowl, al termine del duetto con Justin Timberlake rimase per alcuni secondi con un seno nudo - si tolse in diretta il reggiseno, mostrando i suoi seni, i cui capezzoli furono però coperti dal logo di MTV.
Nel 2006 tornò a lavorare come modella nonostante l'età, quasi 40 anni, rimanendo la testimonial principale della TrimSpa.

### Gli ultimi anni e la morte
Il 7 settembre 2006 diede alla luce la sua secondogenita, Dannielynn Hope (nella città di Nassau capitale delle Bahamas, dove aveva preso la residenza circa un anno prima). Per tutta la gravidanza la Smith non volle rivelare l'identità del padre della bambina, ma dopo la sua nascita affermò di averla concepita con il suo avvocato, Howard K. Stern, che la difese nella lunga causa per l'eredità del defunto marito J.H. Marshall e che fu suo compagno nell'ultimo periodo della sua vita. Anna Nicole si trasferì con lui alle Bahamas, dove nacque sua figlia e dove celebrò un finto matrimonio con Stern.
Il 10 settembre, tre giorni dopo la nascita della piccola Dannielynn, il primogenito Daniel, che era stato vicino alla madre durante le fasi del parto, morì a soli 20 anni in circostanze dubbie, probabilmente a causa di un abuso di alcool e droga. La morte del primogenito gettò Anna Nicole in una profonda depressione.
A circa sei mesi dalla morte del figlio, l'8 febbraio 2007, Anna Nicole Smith venne trovata priva di sensi nella sua stanza dell'Hard Rock Cafe and Casino di Hollywood, Florida. Caricata in ambulanza, morì durante il trasporto verso il Memorial Regional Hospital. Le circostanze del decesso rimasero avvolte nel mistero per qualche settimana, finché le autorità competenti non dichiararono ufficialmente che la Smith morì per un collasso in seguito all'uso eccessivo e contemporaneo di almeno nove sostanze diverse (compreso il metadone), che lei consumava abitualmente per combattere la depressione, l'insonnia e i dolori. Ciò smentì le voci di suicidio e di complotto per l'assassinio di Smith, che nel frattempo avevano cominciato a circolare.

### Vicende legali dopo la sua morte
Poco dopo la sua morte, si scatenò una battaglia legale tra i pretendenti alla paternità della figlia, dichiarata unica erede, e una furiosa quanto spettacolarizzata vicenda giudiziaria tra l'ultimo compagno Howard K. Stern e la madre Virginia per stabilire dove tumulare la salma. Durante quest'ultima, il discusso giudice Larry Seidlin ne dispose l'imbalsamazione sentenziando: «La bellezza è stato un fattore importante della sua esistenza, è giusto che resti intatta, così come la sua dignità».
Le vicende legate a Smith si sono concluse nei primi mesi del 2007: a marzo ci fu la decisione di tumulare la salma nel cimitero di Nassau, dove lei risiedeva, che è diventato in seguito meta di pellegrinaggio per i fan.
In aprile, un tribunale delle Bahamas ha sancito che, a seguito del test di paternità, il padre biologico di Dannielynn Hope è il fotografo Larry Birkhead, amante della modella tra il 2005 e il 2006, che aveva già rivendicato la paternità prima della morte di Anna Nicole.

## Riconoscimenti
- Razzie Awards 1995: Peggior esordiente per Una pallottola spuntata 33⅓ - L'insulto finale

## Filmografia

### Cinema
- Mister Hula Hoop (The Hudsucker Proxy), regia di Joel ed Ethan Coen (1994)
- Una pallottola spuntata 33⅓ - L'insulto finale (Naked Gun 33 1/3: The Final Insult), regia di Peter Segal (1994)
- To the Limit, regia di Raymond Martino (1995)
- Skyscraper, regia di Raymond Martino (1996)
- Wasabi Tuna, regia di Lee Friedlander (2003)
- Be Cool, regia di F. Gary Gray (2005)
- Illegal Aliens, regia di David Giancola (2007)

### Televisione
- The Naked Truth – serie TV, episodio 1x1 (1995)
- L'atelier di Veronica (Veronica's Closet) – serie TV, episodio 2x13 (1999)
- Ally McBeal – serie TV, episodio 2x14 (1999)
- N.Y.U.K. – serie TV (2000)

## Apparizioni di Anna Nicole Smith nellaPlayboySpecial Editions
- Playboy's Playmate Review Vol. 9 giugno 1993 - cover.
- Playboy's Nudes dicembre 1993 - pagina 4.
- Playboy's Bathing Beauties marzo 1994 - Stephen Wayda, pagina 5.
- Playboy's Wet & Wild Playmates settembre 1994 - pagine 6-7.
- Playboy's Nudes novembre 1994.
- Playboy's Supermodels febbraio 1995.
- Playboy's Nude Celebrities giugno 1995.
- Playboy's Playmate Tests novembre 1998.
- Playboy's Celebrating Centerfolds Vol. 1 dicembre 1998 - pagine 48-49.
- Playboy's Sexy 100 febbraio 2003 - cover.

## Doppiatrici italiane
Nelle versioni in italiano delle opere in cui ha recitato, Anna Nicole Smith è stata doppiata da:
- Claudia Balboni in Una pallottola spuntata 33 e 1/3 - L'insulto finale